# صالح المرزوق
صالح المرزوق (انگلیسی: Salah Al-Marzouq؛ زادهٔ ۹ مارس ۱۹۷۰) بازیکن هندبال اهل کویت بود.